# Sorbete

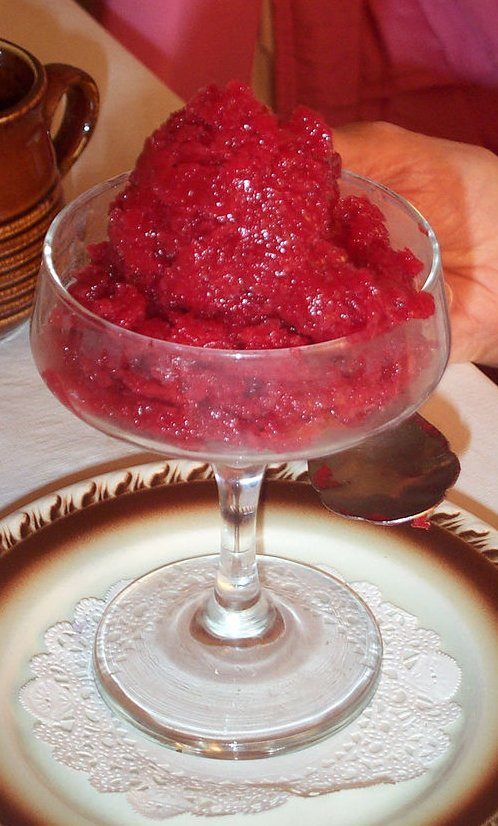
Copa de sorbete de frambuesa.

El sorbete (a veces denominado también como sorbetto, sorbeto) es un postre semi-helado, que se diferencia del helado por no contener ingredientes grasos, además de no incluir yema de huevo. Por esta razón su textura resulta menos firme, más líquida y menos cremosa que el helado. 

## Etimología
La palabra procede del italiano sorbetto, este del turco şerbet, y este del árabe clásico šarbah 'trago," por influencia del verbo italiano sorbire que significa sorber, del latín sorbere.

## Características
El ingrediente principal de un sorbete es el zumo de frutos, a veces un vino (sirve también el cava), algún aguardiente o licor (para proporcionar aroma) e incluso a veces una infusión de hierbas. A todo ello se le añade sirope o miel
para lograr el gusto del comensal .

## Historia
Se sabe que los sorbetes fueron los primeros postres helados. Los helados tal y como son conocidos hoy en día, preparados con leche o nata, no hicieron su aparición hasta el siglo XVII después de que se fuera transmitiendo la receta tradicional desde China hasta Italia a través de la Ruta de la Seda. Los sorbetes en su origen estaban compuestos de hielo raspado, miel y zumos de frutas heladas.